# Município de Northwest (Ohio)
O município de Northwest (em inglês: Northwest Township) é um município localizado no condado de Williams no estado estadounidense de Ohio. No ano de 2010 tinha uma população de 1.236 habitantes e uma densidade populacional de 14,47 pessoas por km².

## Geografia
O município de Northwest encontra-se localizado nas coordenadas 41° 39′ 28″ N, 84° 44′ 45″ O. Segundo a Departamento do Censo dos Estados Unidos, o município tem uma superfície total de 85.41 km², da qual 84,48 km² correspondem a terra firme e (1,08 %) 0,92 km² é água.

## Demografia
Segundo o censo de 2010, tinha 1.236 habitantes residindo no município de Northwest. A densidade populacional era de 14,47 hab./km². Dos 1.236 habitantes, o município de Northwest estava composto pelo 98,71 % brancos, o 0,32 % eram amerindios, o 0,08 % eram de outras raças e o 0,89 % eram de uma mistura de raças. Do total da população o 0,57 % eram hispanos ou latinos de qualquer raça.